# 橋本俊明
橋本 俊明（はしもと としあき、1948年9月27日 - ）は、日本の医師、実業家である。

## 来歴
岡山県岡山市で生まれる。1973年に岡山大学医学部を卒業、岡山大学医学部第一外科医局を経て、消化器専門の外科医として1981年に橋本胃腸科外科医院（現・岡山光南病院）を開業。1991年に病院の後方施設としてリハビリ主体の老人保健施設を始め、1994年に医療法人自由会を設立した後、1995年にケアハウス、グループホームを始めた。
1997年に株式会社メッセージを設立。2000年から施行された介護保険制度で、今まで相部屋だったグループホームが補助対象から外れたことを機に、介護付有料老人ホーム「アミーユ」を展開して急成長し、2004年4月にジャスダック上場を果たした。
2007年、サービス付き高齢者向け住宅を始めた。
2012年2月、「メッセージ」によって、ジャパンケアサービスグループの株式公開買い付けを実施して子会社化することを発表。3月8日付で連結子会社化し、売り上げベースで介護業界第3位となった。
2016年1月、損保ジャパン日本興亜ホールディングスの株式公開買付けに応じ、保有していたメッセージ社の株式を売却した。。

## 人物
趣味は読書であり、1か月に約30冊を読んでいるという。愛読書は心理学、哲学、社会保障関係。